# Platypharodon extremus
Platypharodon extremus és una espècie de peix cipriniforme de la família dels ciprínids.

## Morfologia
- Els mascles poden assolir 60 cm de longitud total i 2.500 g de pes.[2][3]

## Hàbitat
És un peix d'aigua dolça i de clima subtropical.

## Distribució geogràfica
Es troba a Àsia.